# Valeska Gräfin Bethusy-Huc
Valeska Gräfin Bethusy-Huc, z domu von Reiswitz und Kaderžin (ur. 15 czerwca 1849 w majątku Kiełbasin koło Olesna na Górnym Śląsku, zm. 27 maja 1926 w Lugano) była niemiecką pisarką z lokalnym kolorytem. Pisała również pod pseudonimem Moritz von Reichenbach.

## Życie

### Dzieciństwo i młodość
Była najstarszą córką Bertholda Alexandra von Reiswitz und Kaderžin (1816-1879) i Berthy Gräfin von Reichenbach (1825-1903). Urodziła się na ojcowskim majątku leżącym między Łowoszowem i Wędrynią. Ochrzczona została w Oleśnie w wierze luterańskiej przez pastora Leopolda Polko.
Jej matka, Bertha, cechowała się wielką starannością w wychowaniu dzieci. Manifestowało się to w codziennej lekturze. Matka też wniosła do małżeństwa elementy kultury polskiej, do których należało m.in. używanie języka polskiego oraz gotowanie potraw typowych dla kuchni polskiej. Pierwsze słowa młodej baronówny, które nauczała się wymawiać, brzmiały: „cus to tam”, dlatego też w domu rodzinnym zaczęto nazywać ją „Custotan”.
Natomiast ojciec Valeski był bardzo surowy dla swoich sześciorga dzieci. Sam wychowany w pruskiej dyscyplinie, stosunkowo często karcił swoje pociechy, a najbardziej z nich nieco swawolną córkę Valeskę. Jednakże w rodzinie Bertholda barona von Reiswitz szczególny nacisk kładło się na czytanie, nie tylko bajek, ale także poezji. Młoda Valeska chętnie słuchała opowiadań i wierszy. Ulubioną jej lekturą były jednak baśnie Andersena. Fascynacja bajkami i opowiadaniami nie ograniczała się jednak tylko do ich słuchania, bowiem w wieku sześciu lat podyktowała swoją opowieść.
W dzieciństwie wiele czasu spędzała u dziadków, zarówno u rodziców matki w Wierzbicy Górnej, jak i w pałacu w Wędryni, u dziadka Johanna Gottloba barona von Reiswitz, którego darzyła wielką sympatią. Jego śmierć bardzo ją przejęła, dlatego rodzice wzięli ją ze sobą na podróż do Berlina w 1860 roku. Tam po raz pierwszy była w operze. Opera Verdiego „Trubadur”, którą obejrzała wraz z rodzicami, bardzo ją wzruszyła i zarazem natchnęła. Po powrocie do Kiełbasina rodzice Valeski postarali się o guwernantkę dla młodej baronówny i jej pięciorga rodzeństwa.
Dwa lata później (1862) posłano Valeskę do żeńskiego pensjonatu (prywatnej szkoły dla dziewcząt) w Żaganiu, a po konfirmacji w następnym roku rozpoczęła ona naukę w Instytucie Nestlera (wyższej szkole dla dziewcząt) w Berlinie. Ponieważ nauka nie przysparzała jej żadnych kłopotów, Valeska poświęcała chwile wolnego czasu na czytanie poezji oraz na pisanie wierszy i bajek. Swojej matce na urodziny podarowała zbiór opowiadań i wierszy, który opatrzony został niecodziennym tytułem, jak na prezent dla matki przystało; „Fleiß ist eine schöne Tugend, übe sie schon in der Jugend” („Pilność to piękna cnota, ucz się jej już za młodu”).

### Małżeństwo i rodzicielstwo
Po ukończeniu szkoły w Berlinie Valeska powróciła do Kiełbasina. Zimą 1867/1868 roku odbyło się w Oleśnie wielkie przedstawienie teatralne, zorganizowane przez miejscową młodzież i tutejszych nauczycieli. W przedstawieniu tym Valeska odegrała główną rolę, a jej partnerem był Eugen Emmo Graf Bethusy-Huc (1842–1926). Młodzi aktorzy bardzo się polubili i rychło zakochali się.
Ich ślub odbył się w Oleśnie 2 kwietnia 1869 roku. Ślubu udzielił im ten sam pastor, który ochrzcił Valeskę. Po ślubie młodzi zamieszkali u stóp Góry Św. Anny w Zdzieszowicach koło Leśnicy. Wioskę tę zakupili wspólnie ojcowie nowożeńców. Wieś ta pozostała w posiadaniu rodziny aż do 1906 roku. Tam urodziły się ich dzieci: 8 maja 1873 roku – syn Albrecht Eugen, a 21 lutego 1876 roku – córka Irma Elmire. W Zdzieszowicach pisarka spędziła w sumie 39 szczęśliwych lat.

### Kariera pisarska

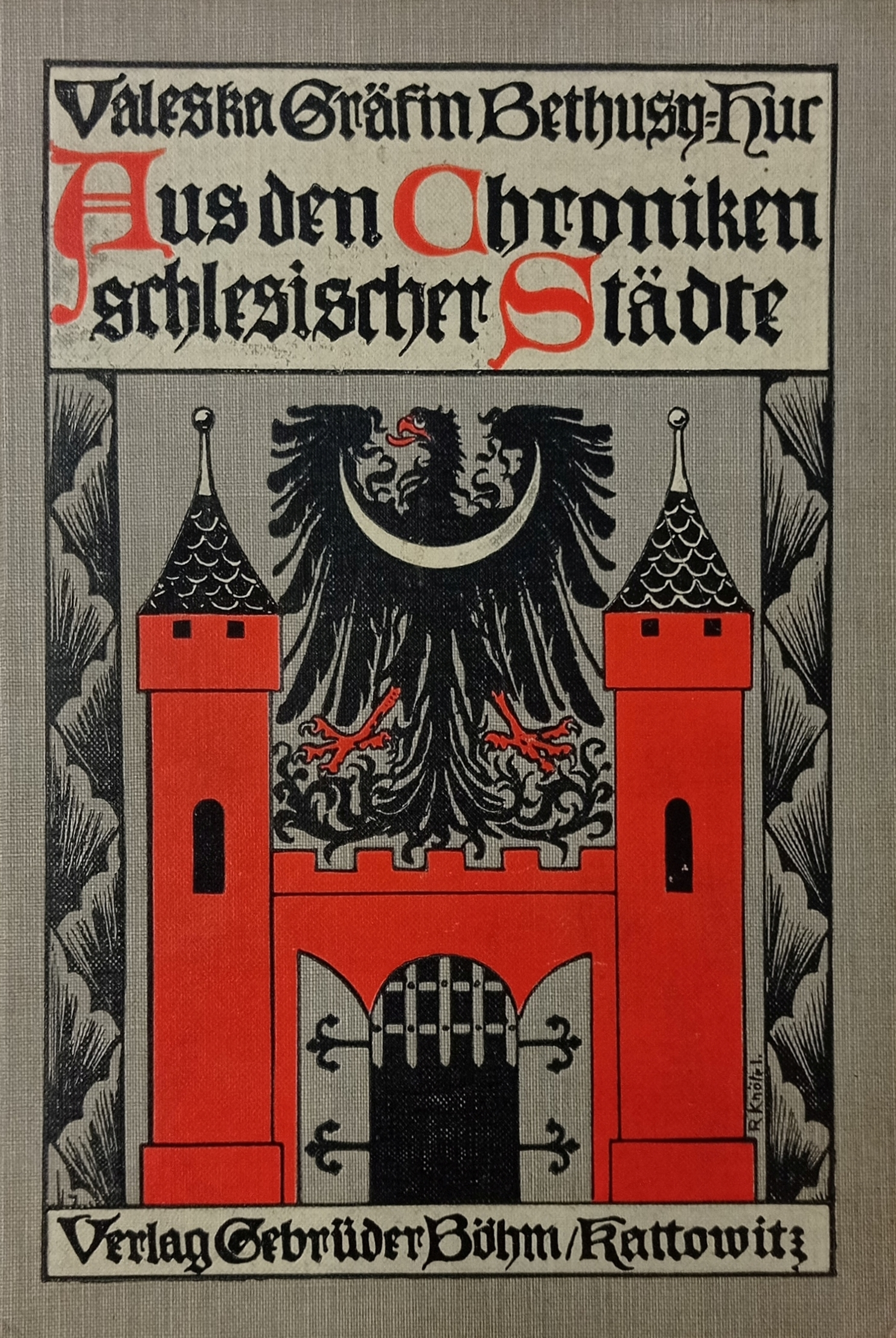
Okładka książki Aus den Chroniken Schlesischer Städte projektu Richarda Knötla z 1911 roku

Wkrótce po narodzinach córki Valeska zdecydowała się na publikację swoich pierwszych opowiadań. Przyczynił się do tego dobry znajomy Valeski baron Dyhern, który bez jej wiedzy przesłał do drukarni bajkę napisaną przez nią w dzieciństwie, a zatytułowaną „Der Schmetterlingskönig” („Król motyli”). Po jakimś czasie hrabina otrzymała pocztą ilustrowaną książkę wraz z 18 talarami honorarium. Wydarzenie to nie spodobało się jednak rodzinie Valeski, a szczególnie krytycznie odnosiła się do tej publikacji jej matka, ostrzegając przed trudnościami, czekającymi na kobiety parające się pisarstwem. Obawiała się bowiem, że córka będzie zaniedbywać swe obowiązki domowe i rodzinne. Nacisk matki był tak silny, że Valeska przez trzy lata respektowała jej wolę. Pragnąc załagodzić sytuację Valeska ze swojego honorarium zakupiła wspaniałe biurko i podarowała je mężowi, który również nie popierał pisarskiej kariery swojej żony. Wewnętrzne opory Valeski przełamane zostały dopiero podczas dłuższego pobytu męża w Koźlu. Potajemnie posłała ona swoje opowiadania i wiersze do gazety zajmującej się modą, a artykuły te podpisała „Grf. Bethusy-Huc”, co oznaczać mogło zarówno hrabiego, jak i hrabinę. Natomiast nowele podpisywała swoim panieńskim nazwiskiem – von Reichenbach. Ośmielona rosnącą popularnością hrabina Valeska coraz więcej opowiadań posyłała potajemnie do popularnych wówczas czasopism „Über Land und Meer” i „Daheim”. Mąż dowiedział się jednak o tajemnicy żony odkrywając pokwitowania honorariów za publikacje. Ogromnie poruszony zastrzegł swojej małżonce, że ta cała pisanina musi odbywać się w tajemnicy przed rodziną i znajomymi. Obawiał się on, że praca pisarska, poglądy i zbytnia emancypacja żony może odbić się niekorzystnie na jego politycznej karierze. Politycznie związany był on z partią tzw. „wolnych konserwatystów” przedstawiającej interesy pruskich latyfundystów i przemysłowców.
Natomiast matka Valeski, ciesząc się z popularności artykułów podpisywanych „M. von Reichenbach”, zadawała sobie pytanie, czy ten ktoś jest z nią blisko spokrewniony. Od Hugo Rosenthal-Bonin (1840–1897), redaktora naczelnego czasopisma „Über Land und Meer”, hrabina Valeska otrzymywała listy miłosne, gdyż ten uważał ją za mężczyznę i chciał ją zeswatać ze swoją siostrą. Redaktor ten nadał jej także imię „Moritz” von Reichenbach. W tym czasie ukazują się jej kolejne zbiory wierszy m.in. „Mein und meines Pudels Karneval”. Valeska zapoznała również żonę swojego brata Rudolfa. Jej ojciec Gustav von Moser, znany wówczas niemiecki komediopisarz, doradzał jej w kwestiach fachowych i wspierał ją duchowo.
W wyniku choroby dzieci hrabina musiała wyjechać z nimi do sanatorium w Bad Gräfenberg. Tam zapoznała Wincentego Gentza, który zaraził ją pasją do muzyki. W tym czasie napisała swoją pierwszą powieść zatytułowaną „Der Sohn des Flühtlings” („Syn uciekiniera”), w której główny bohater, podobnie jak Gentz, był również muzykiem. Nie zaprzestała jednak pisania wierszy, opowiadań, czy artykułów do wyżej wspomnianych gazet, wśród których zdobyła wysokie uznanie i poważanie. Naciskani wolą czytelników, naczelni redaktorzy obu pism, poprosili hrabinę, piszącą nadal pod pseudonimem, o zgodę na opublikowanie zdjęć autora. Zrozpaczona hrabina udała się najpierw do Lipska, do redakcji czasopisma „Daheim”, gdzie przyjął ją redaktor naczelny Wilhelm Pantenius. Z Lipska Valeska pojechała do Drezna, by spotkać się z malarzem i skrzypkiem Paulem Ehrenberg, którego obrazy już dawno ją zachwycały. Stamtąd pojechała do Stuttgartu, do redakcji czasopisma „Über Land und Meer”. Tam również wyjaśniła pomyłkę dotyczącą swojej osoby, aczkolwiek nadal publikowała pod swym pseudonimem. Dopiero jej powieść „Hans der Pole” („Jan Polak”) ukazała się w 1906 roku pod jej własnym imieniem i nazwiskiem.
Jednakże jej pierwsza powieść Die Eichhofs („Eichhofowie”) ukazała się już w 1881 roku, po czym ukazało się kilka trywialnych powieści, częściowo o tematyce miłosnej, oraz nowele, które cieszyły się popularnością wśród czytelników, choć krytycy zarzucali im powierzchowność. Karl Schrattenthal na przykład tak pisał o wydanej w 1890 roku powieści Der älteste Sohn („Najstarszy syn”):
„Tak doświadczona pisarka, jaką jest bezspornie M. von Reichenbach, mogłaby z pewnością nawet dwanaście takich powieści co roku pisać. O pogłębieniu się nie ma mowy.”
Bethusy-Huc uważana była za autorkę tzw. „prac szablonowych” (niem. „Schablonenarbeiten“). W 1906 roku stwierdziła samokrytycznie, że sukcesy jej publikacji na łamach czasopism Daheim oraz Über Land und Meer nazbyt ją ośmieliły:
„Nastąpił potem bardzo długi i kolorowy poczet opowieści i powieści – może nawet zbyt szybko jedna za drugą...”
Od połowy lat 1880-ych autorka próbowała wyjść z szuflady powieści miłosnych. Starała się wlać własne doświadczenia i cudze materiały w swoje prace, jak również korzystała z porad fachowców. Po spotkaniu się w Berlinie z działaczką na rzecz praw kobiet Heleną Lange powstała w 1894 roku powieść „Frauen” („Kobiety”). Pisarka korzystała wówczas z materiałów udostępnionych jej przez aktywistkę.
Biedę katowickich robotników tematyzowała po powrocie z podróży na Górny Śląsk w powieści „Die Lazinskis” („Rodzina Łazinskich”), opublikowanej w 1888 roku. Była to „zapewne pierwsza powieść społeczno-obyczajowa Górnego Śląska poświęcona chłopstwu i proletariuszom”, podobnie Der schöne Erwin („Piękny Erwin”, 1899). Pod tytułem Ehre der Welaskys („Honor Welaskich”) ukazała się w gazecie Berliner Tageblatt wieloczęściowa powieść na autobiograficznych motywach. W 1891 roku wydana została ona w postaci książkowej pod tytułem „Um die Ehre” („O honor”). Mimo wyraźnej tendencji rozwoju w kierunku autorki socjokrytycznych powieści o czasie (niem. gatunku Zeitroman) nie była w swym rozwoju konsekwentna i pozostawała autorką beletrystyczną: Po odważnych, socjokrytycznych pracach potrafiła produkować płytkie, szablonowe romanse z kręgów szlacheckich.
W 1905 roku Valeska Gräfin Bethusy-Huc sama podsumowała swoją dotychczasową pracę pisarską w ten sposób:
Na tej ziemi, z której pochodzę, między ludźmi, którymi otaczam się od najmłodszych lat, rozgrywają się te historie, które opisuję w moich powieściach i nowelach, które w późniejszych latach opowiadam. Cieszyłabym się, gdyby udało mi się w szerszych sferach zdobyć trochę zrozumienia dla mieszkańców mojej ojczystej „Marchii Wschodniej”.

### Podróże

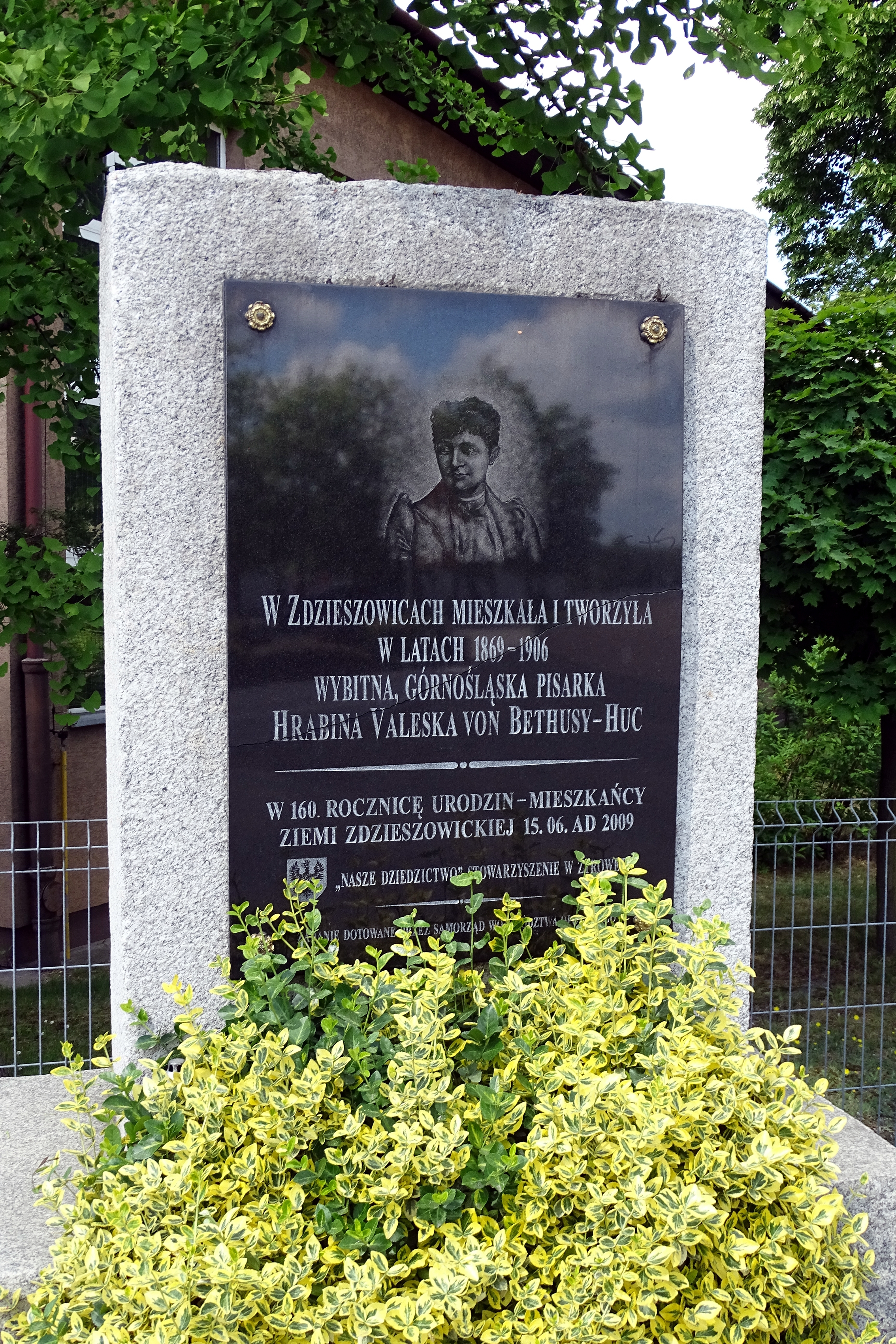
Pomnik Valeski von Bethusy-Huc w Zdzieszowicach

Pod koniec XIX wieku Bethusy-Huc częściej niż dotychczas podróżowała, między innymi po Niemczech, do Francji, Szwajcarii oraz do Włoch. Swoje wrażenia z włoskiej Riwiery spożytkowała w powieści opublikowanej w 1890 roku pod tytułem „Das Paradies des Teufels” („Raj diabła”).
Również piaszczyste wydmy wyspy Borkum, które poznała podczas pobytu nad Morzem Północnym wraz z chorowitą córką Irmą, zainspirowały pisarkę do kilku nowel oraz powieści „Glückskinder” („Dzieci szczęścia”), wydanej w 1907 roku. Po ślubie Irmy w 1900 roku oraz jej przeprowadzce do Berlina, hrabina często odwiedzała tam swą córkę, nieraz na dłużej.

### Lata wrocławskie
Mąż pisarki, Eugen Emmo Graf Bethusy-Huc, angażował się politycznie. W 1901 roku został generalnym reprezentantem Górnego Śląska w prowincjonalnym sejmiku śląskim we Wrocławiu. Wymagało to częstej obecności we Wrocławiu, dlatego w 1904 roku para wynajęła tam mieszkanie, a dwa lata później, po sprzedaniu zdzieszowickiego majątku, przeprowadziła się tam na stałe.
Hrabiowskie mieszkanie stało się rychło miejscem spotkań wrocławskich artystów i literatów. Hrabina urządzała tu odczyty własnych i cudzych prac, co pomogło jej w nawiązywaniu kontaktów do redakcji czasopism i wydawców. Dzięki temu mogła wydać dalsze powieści, np. „Hans der Pole” w 1906 roku. W 1911 roku mąż pisarki zrezygnował ze swojego urzędu. W następnym roku małżeństwo rozwiązało swe wrocławskie domostwo i opuściło Niemcy nie przypuszczając, że już nigdy do ojczyzny nie powróci.

### Lata szwajcarskie
1912 roku rodzina Bethusy-Huc rozwiązała swoje wrocławskie domostwo i udała się w wielką podróż, m.in. do szwajcarskiego Lugano i na Riwierę. Ze względów zdrowotnych przebywali akurat w Szwajcarii, kiedy zaskoczył ich wybuch I wojny światowej. Wkrótce po tym małżeństwo osiadło w Zurychu wynajmując obszerny pokój w pensjonacie. Przebywali tam również obywatele innych krajów, zmuszeni przez wybuch wojny do przedłużenia pobytu w Szwajcarii. Spotkania i rozmowy z Amerykanami, Rosjanami, Anglikami i Francuzami, ludźmi o różnych poglądach, orientacjach społecznych i politycznych, utwierdziły pisarkę w przekonaniu, że nawet wśród przedstawicieli walczących ze sobą narodów nie było nienawiści i wrogości. Hrabina wspominała, że matki bały się o swoich synów, rodziny opłakiwały poległych, a wszystkich łączyło pragnienie pokoju w obliczu tak wielkiego nieszczęścia, jakim była wojna. Wtedy to (1916) hrabina opublikowała swój ostatni tytuł: „Aus dem Märchenbuch des Alltags” („Z księgi bajek codzienności”).
Po zakończeniu pierwszej wojny światowej małżeństwo Bethusy-Huc wynajęło malutkie mieszkanie w Uznach (kanton St. Gallen), kilka kilometrów na wschód od Jeziora Zuryskiego. W 1925 roku hrabia Eugenz doznał wylewu krwi do mózgu, po czym całkiem do siebie już nie doszedł i zmarł 9 stycznia 1926. Wiosną 1926 roku wdowa udała się w podróż do Włoch, aczkolwiek w drodze powrotnej zaniemogła i zatrzymała się w klinice San Rocco, znajdującej się wówczas w willi Emilia w Lugano. Tam też zmarła dnia 27 maja 1926. Jej pogrzeb był bardzo skromny, a grób jej się nie zachował.
Już w chwili śmierci hrabina Bethusy-Huc była zapomniana: „Poza jej górnośląską ojczyzną jej śmierć w roku 1926 mało kto zauważył i nawet nikt nie pomyślał o dłuższym uczczeniu tej znanej niegdyś pisarki.”

## Dzieła

### Powieści
- 1881: Die Eichhofs („Eichhofowie”)
- 1882: Die Schloßfrau zu Dromnitz („Pani Zamku w Dromnitz”, 2 Tomy)
- 1882: Der Sohn des Flüchtlings („Syn uciekiniera”, 2 Tomy)
- 1884: Durch! („Na przełaj”, 2 Bände)
- 1884: Auf Umwegen („Na manowcach”)
- 1888: Die Lazinskys („Rodzina Łazińskich”, 2 Tomy)
- 1889: Seine Frau („Jego żona”)
- 1890: Das Paradies des Teufels („Diabelski raj”)
- 1890: Der älteste Sohn („Najstarszy syn”)
- 1891: Um die Ehre („O honor”, 2 Tomy)
- 1892: Die Prinzessin („Księżniczka”, 2 Tomy)
- 1892: Graf W. 62 (Hrabia W. 62)
- 1892: Die Kinder Klingströms („Dieci Klingströmów”, 2 Tomy)
- 1893: Der König von Polnischecken („Król Kątów Polskich”)
- 1893: Unter der Maske („Pod maską”)
- 1894: Frauen („Kobiety”, 3 Tomy)
- 1895: Alte und Junge („Stare i młode”)
- 1895: Die Freier der Witwe („Freierzy wdowy”)
- 1896: Ein reiches Mädchen („Bogata dziewczynka”)
- 1897: Glückskinder („Dzieci szczęścia”, 2. Wydanie 1902, 3. – 1908)
- 1998: Josefa („Józefa”)
- 1899: Glückimwald („Szczęścibór”)
- 1899: Der schöne Erwin („Piękny Erwin”)
- 1900: Maud
- 1902: Der Roman eines Bauernjungen („Powieść chłopskiego syna”)
- 1903: Wanderndes Volk – Schlesischer Adelsroman („Cyganeria” – Śląska powieść szlachecka)
- 1903: Nach stillen Inseln („Po cichych wyspach”)
- 1904: Die Ballnacht von Roditz
- 1906: Hans der Pole („Jan Polak”, 3. Wydanie 1907)
- 1910: Der Platz an der Sonne („Miejsce pod słońcem”)
- 1911: Aus der Chronik schlesischer Städte („Z kronik śląskich miast”)

### Nowele i Opowieści
- 1883: Dwie Nowele (Reszö; Sillery mousseux)
- 1885: Coeurdamen („Damy serca”, 2 nowele)
- 1886: Böse Geister („Złe duchy” – humorystyczna opowieść, 2. Wyd. 1886)
- 1890: Eva in allerlei Gestalten („Ewa we wszystkich postaciach” – nowela)
- 1891: Verwaiste Herzen („Samotne serca”, opowieść)
- 1894: Amor in Perücke („Amor w peruce”, opowieści rokokowe)
- 1895: Monsieur Xaver (staromodne opowieści miłosne)
- 1896: Gnädige Frauen; An der Grenze; Mohrenwäsche („Miłościwe Panie”, „Na granicy”, „Pranie murzyna”, 3 nowele)
- 1897: Sühnopfer („Ofiara zadośćuczynienia”, opowieść)
- 1897: Zwischen den Dünen („Między wydmami”, nowela)
- 1897: Der Bummelzug und anderes („ciuchvua i inne”, nowele)
- 1898: Frau Eva; Luttka („Pani Ewa”, „Lutka”, 2 nowele)
- 1898: Sternenklar und andere Novellen („Gwiaździsta” i inne nowele)
- 1901: Oberschlesische Dorfgeschichten („Górnośląskie historie wiejskie”)
- 1901: Sie liebten sich (Kochali się – 2 nowele: „Zmieszane z krwią”; „Wilma”)
- 1903: Oberschlesische Geschichten („Górnośląskie historie”)
- 1904: Jenseits des Alltags („Poza codziennością” – wiersze pod pseudonimem Max Graf Bethusy-Huc)
- 1909: Die Czartoryskys („Rodzina Czartoryskich” opowieści z Polski)
- 1912: Mein Oberschlesien (Skizzen und Geschichten)
- 1914–1916: Erinnerungen (szkice autobiograficzne, opublikowane w gazecie Oberschlesien)
- 1916: Aus dem Märchenbuch des Alltags („Z księgi bajek codzienności”)